# Rudkhan

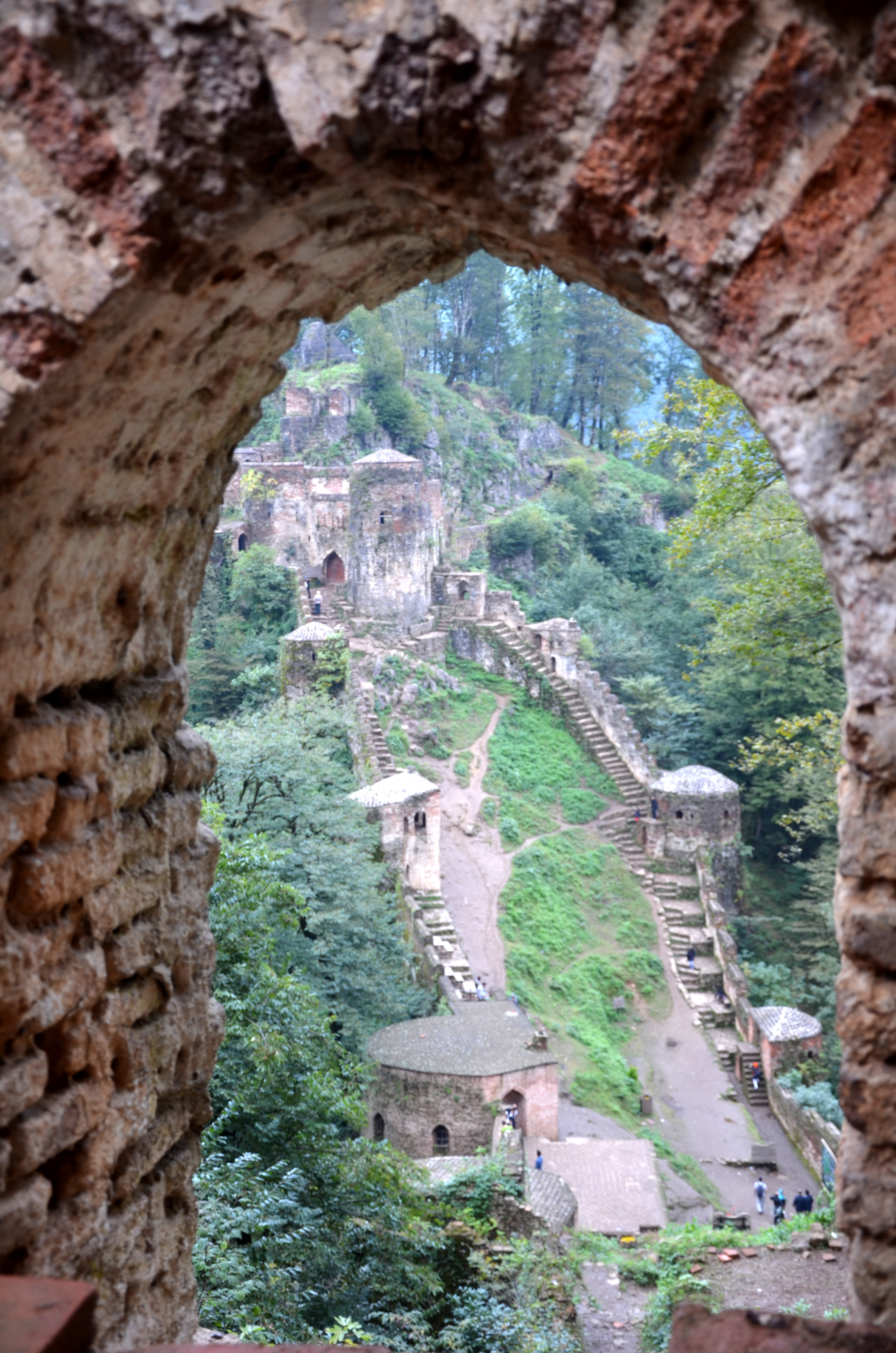

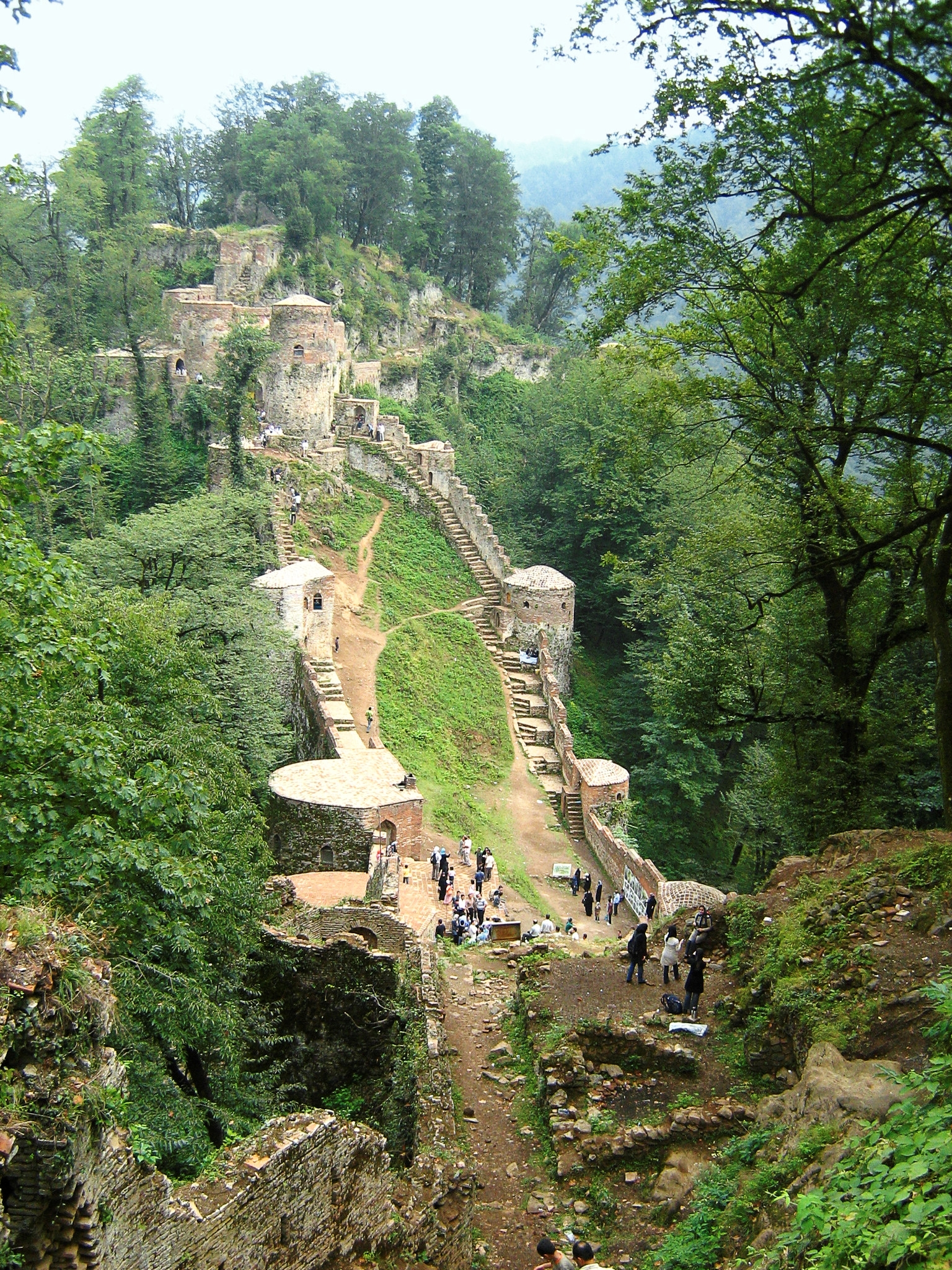
La fortezza di Rudkhan

Rudkhan (farsi: قلعه رودخان, Qal'eh Rudkhān) è una fortezza medioevale in Iran. Si trova a 25 km in direzione sud-ovest dalla città di Fuman, capoluogo dello shahrestān omonimo, nella provincia di Gilan (37°05′30.84″N 49°14′43.8″E).
È un complesso militare la cui costruzione originale risale all'epoca dell'Impero sassanide; esso venne tuttavia riedificato durante la dinastia selgiuchide dai seguaci della setta ismailita dei Nizariti. Il forte è costruito sulle due vette di un monte a un'elevazione tra i 670 e i 715 m s.l.m.; le mura di fortificazione si estendono per 1.550 m e copre un'area di 50.000 m². Le 42 torrette delle mura di fortificazione si ergono ancora intatte.

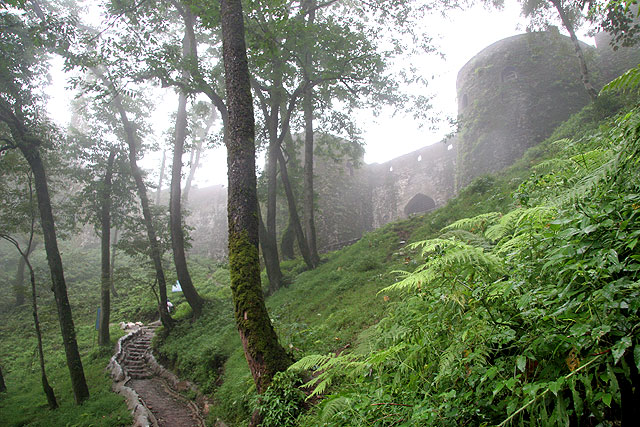
Il portale d'accesso di Rudkhan

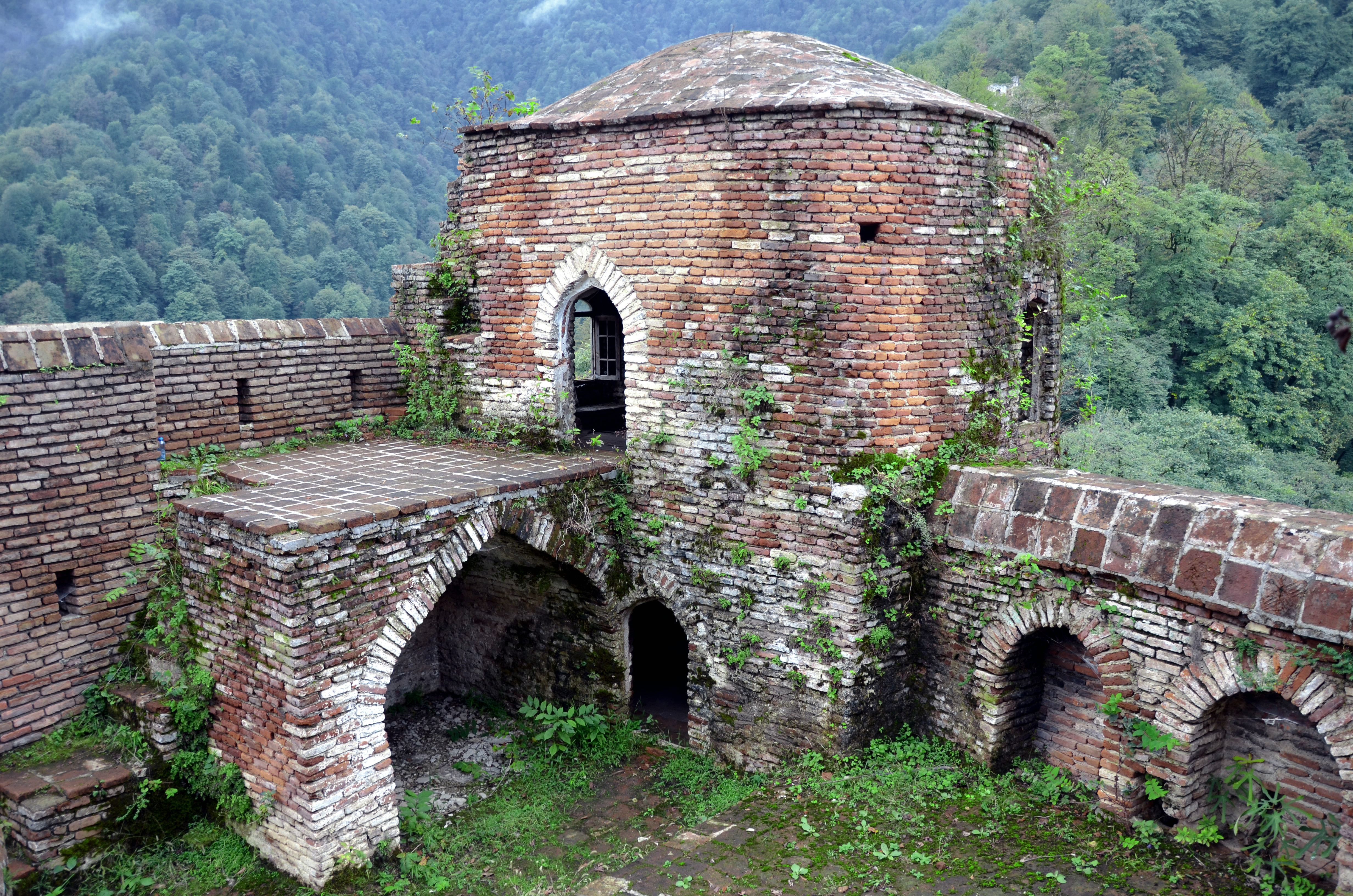

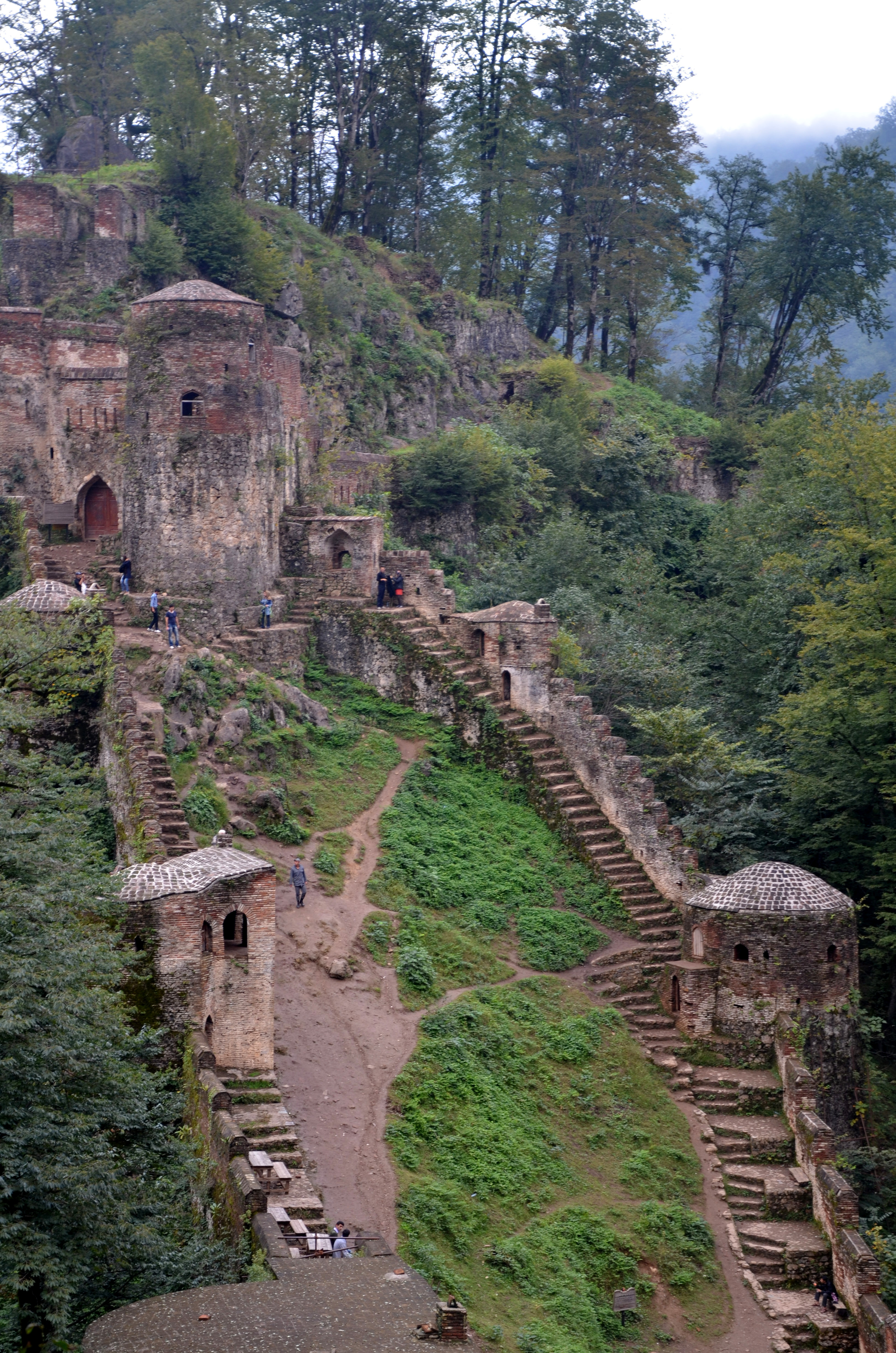
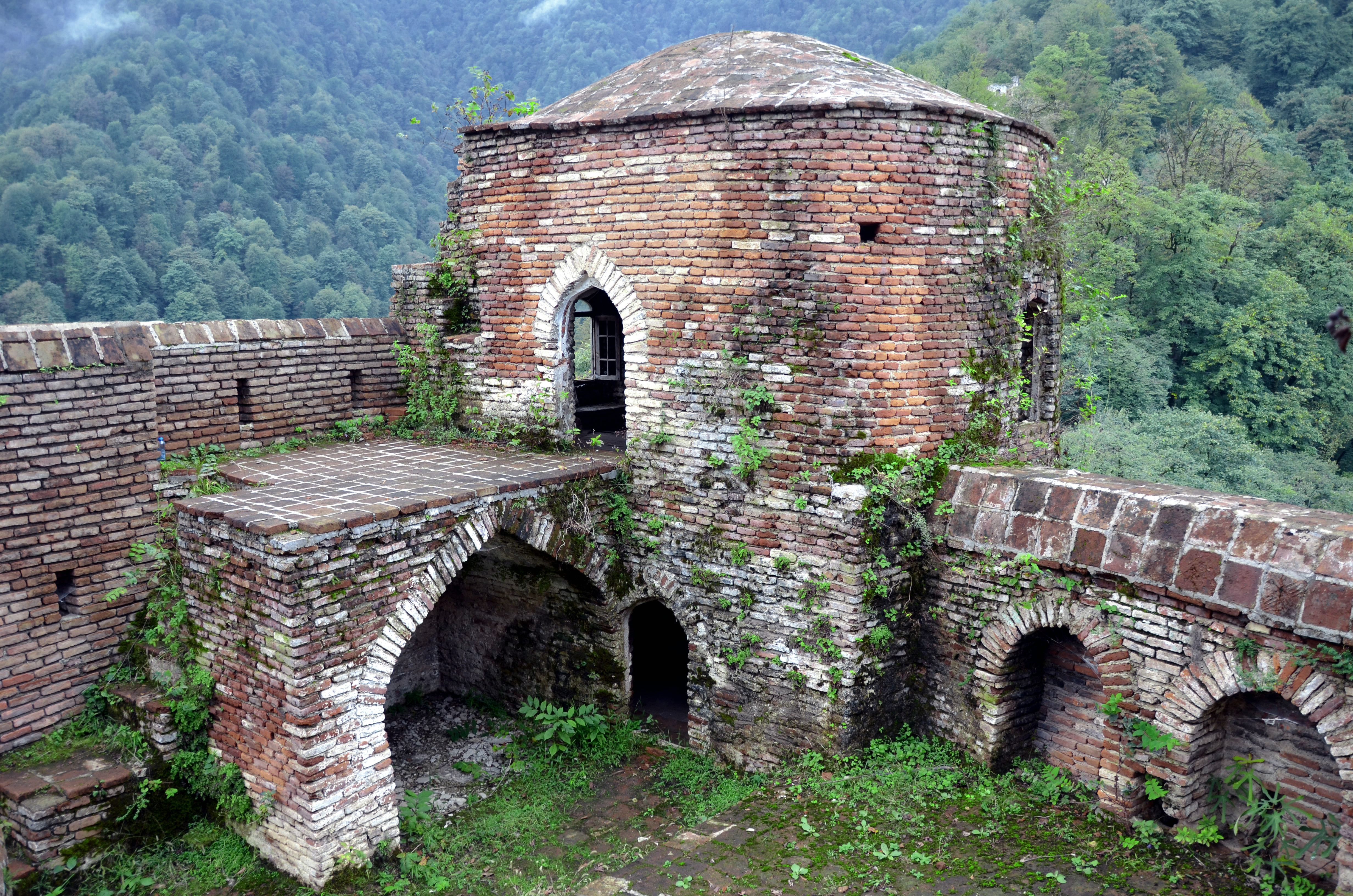
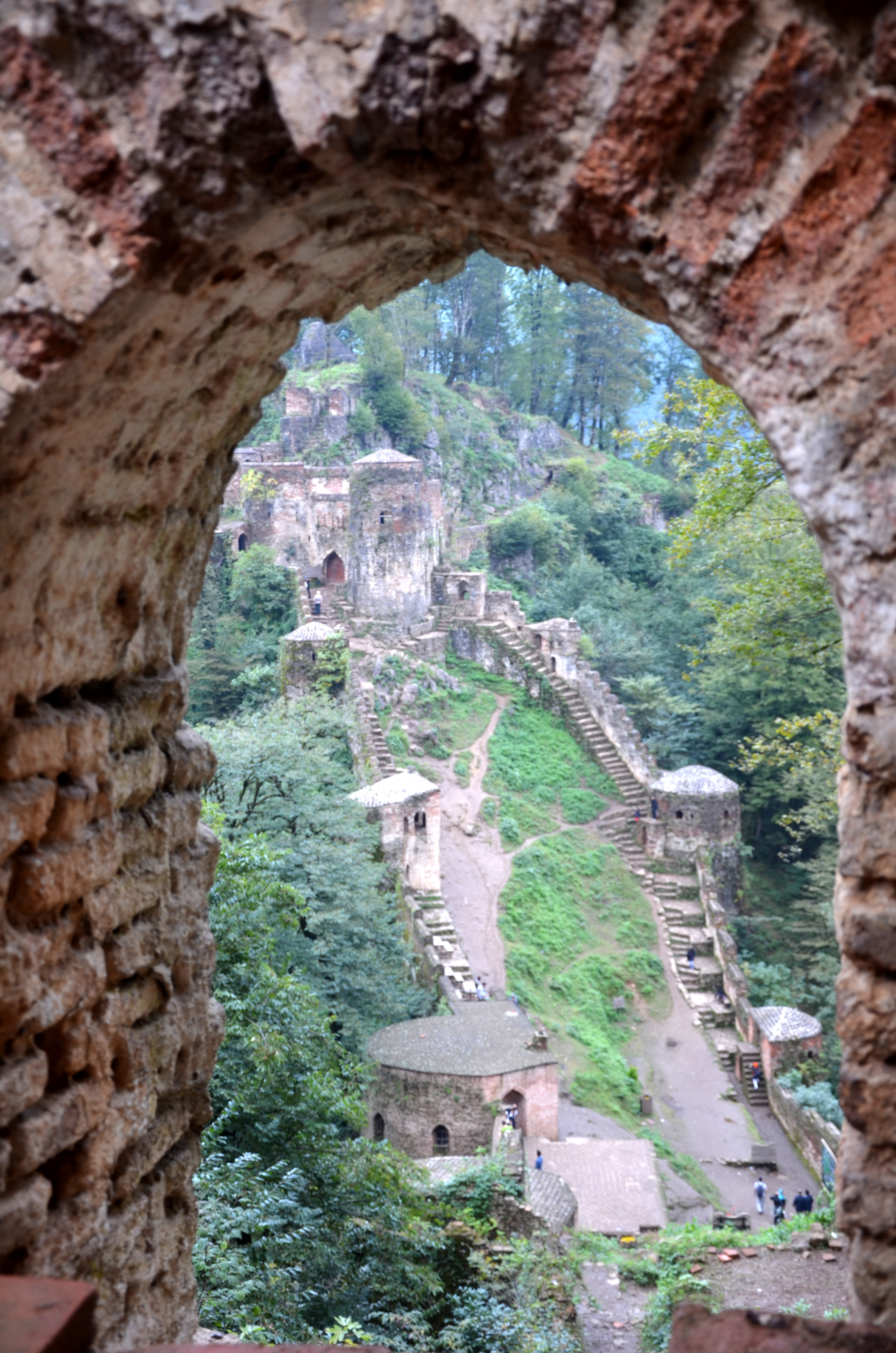
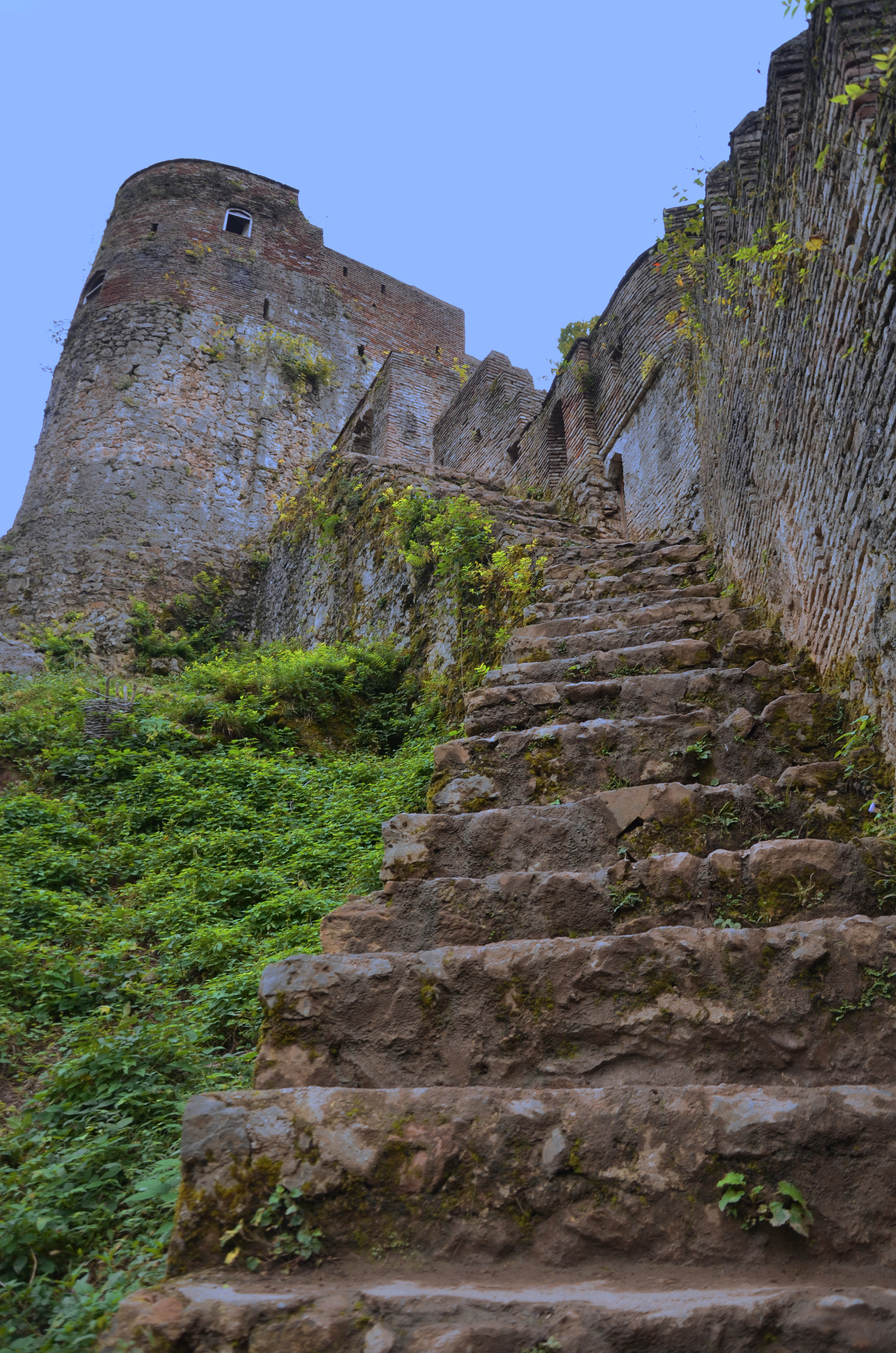
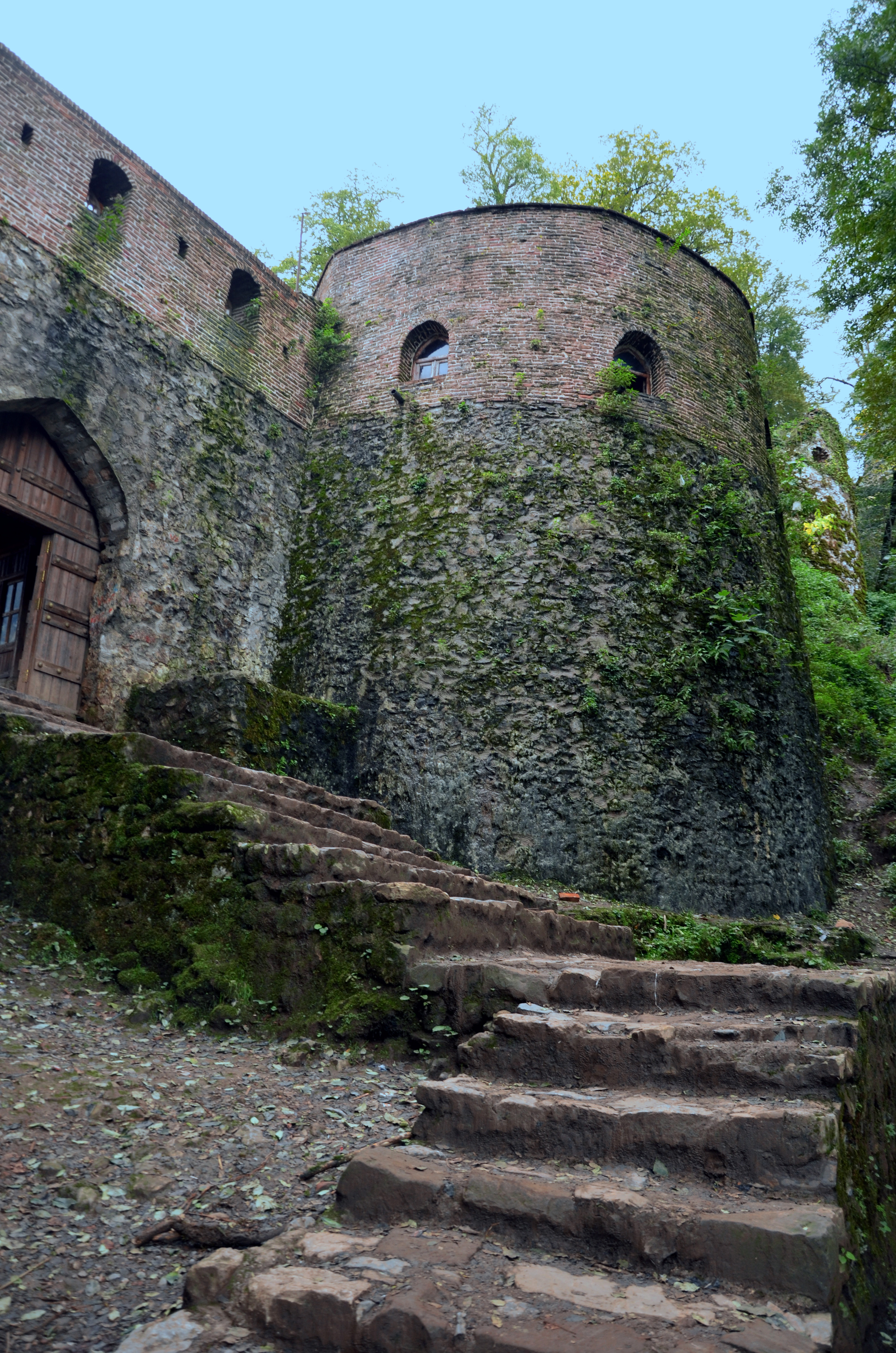
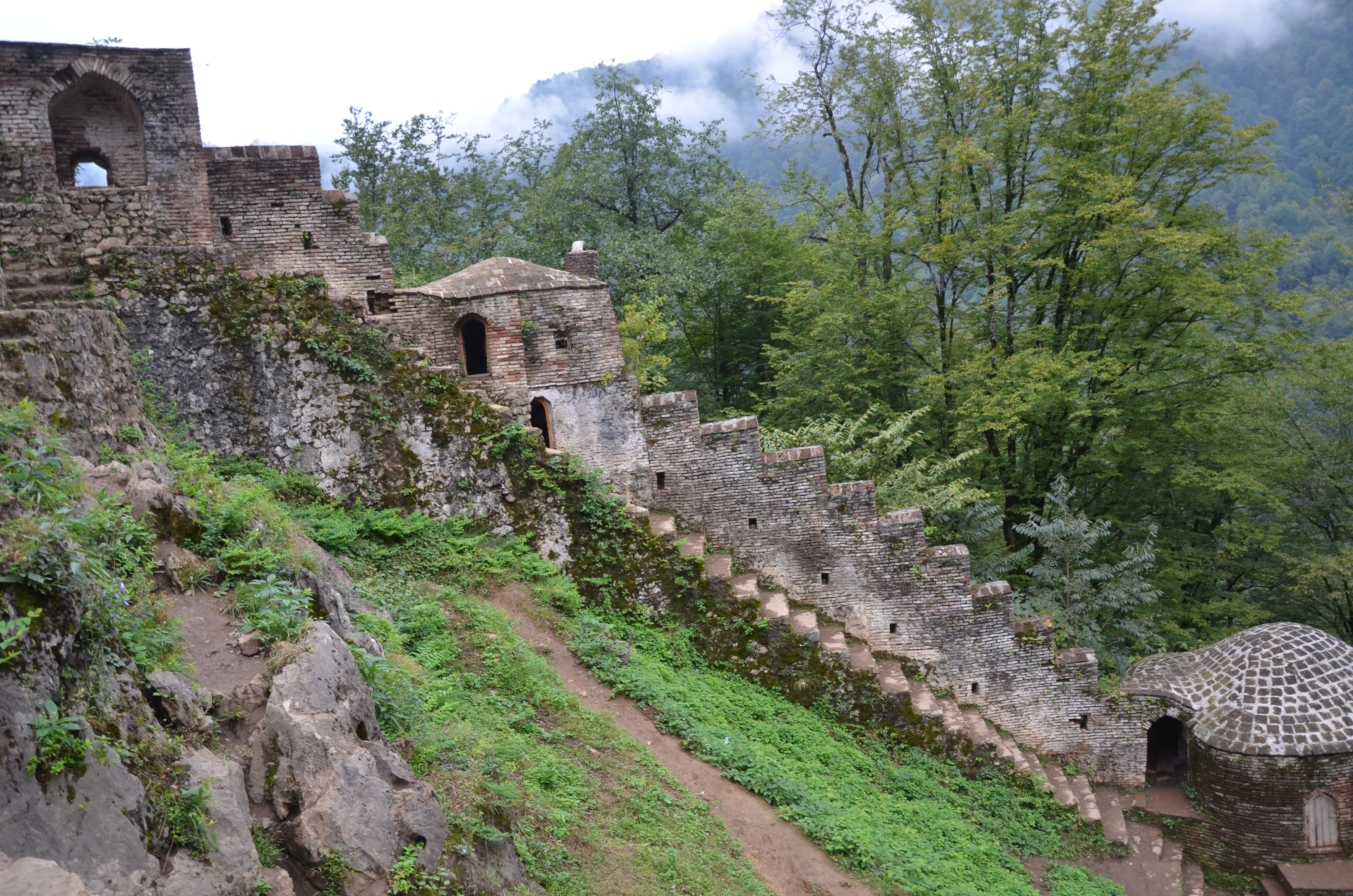
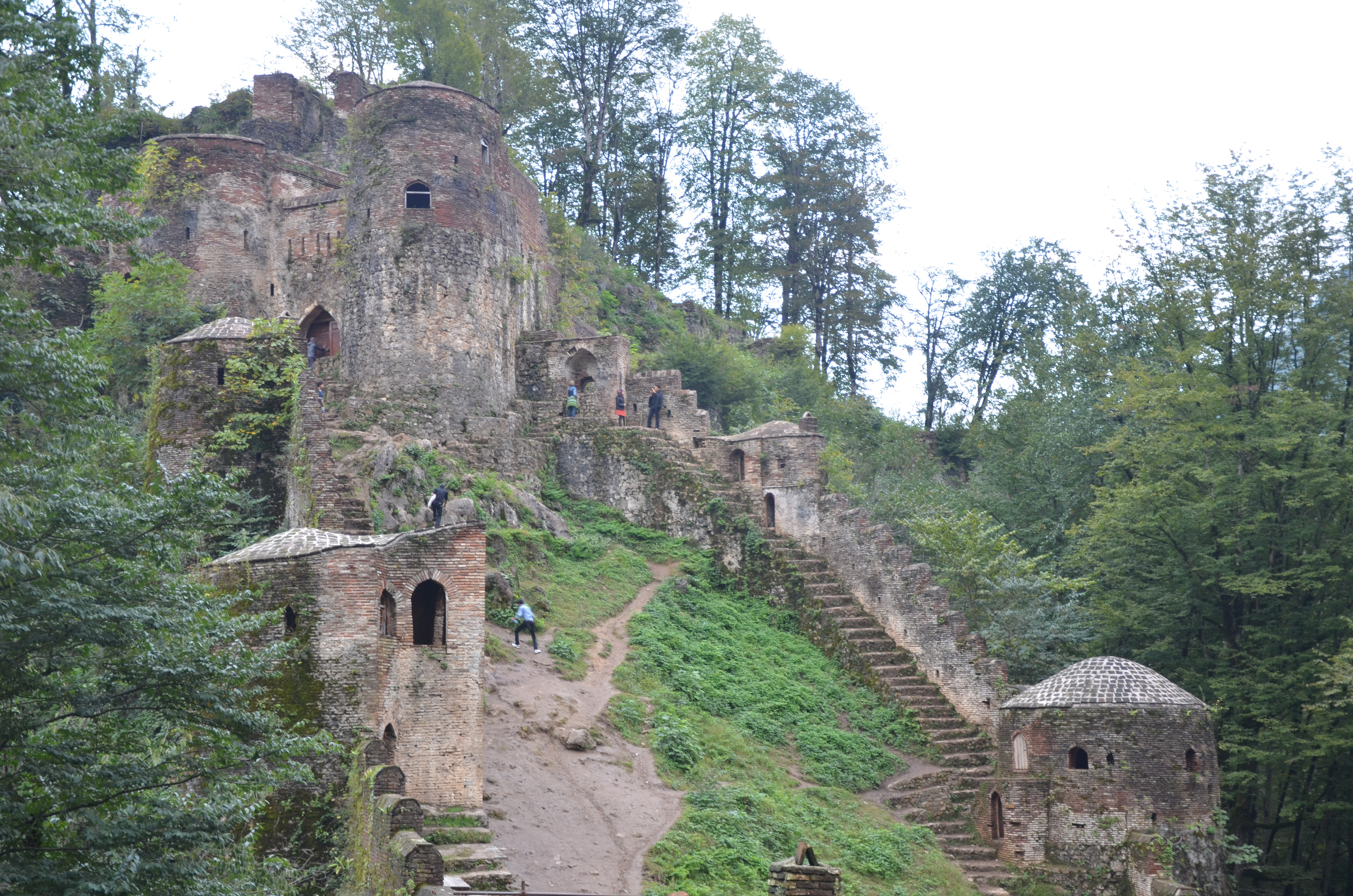
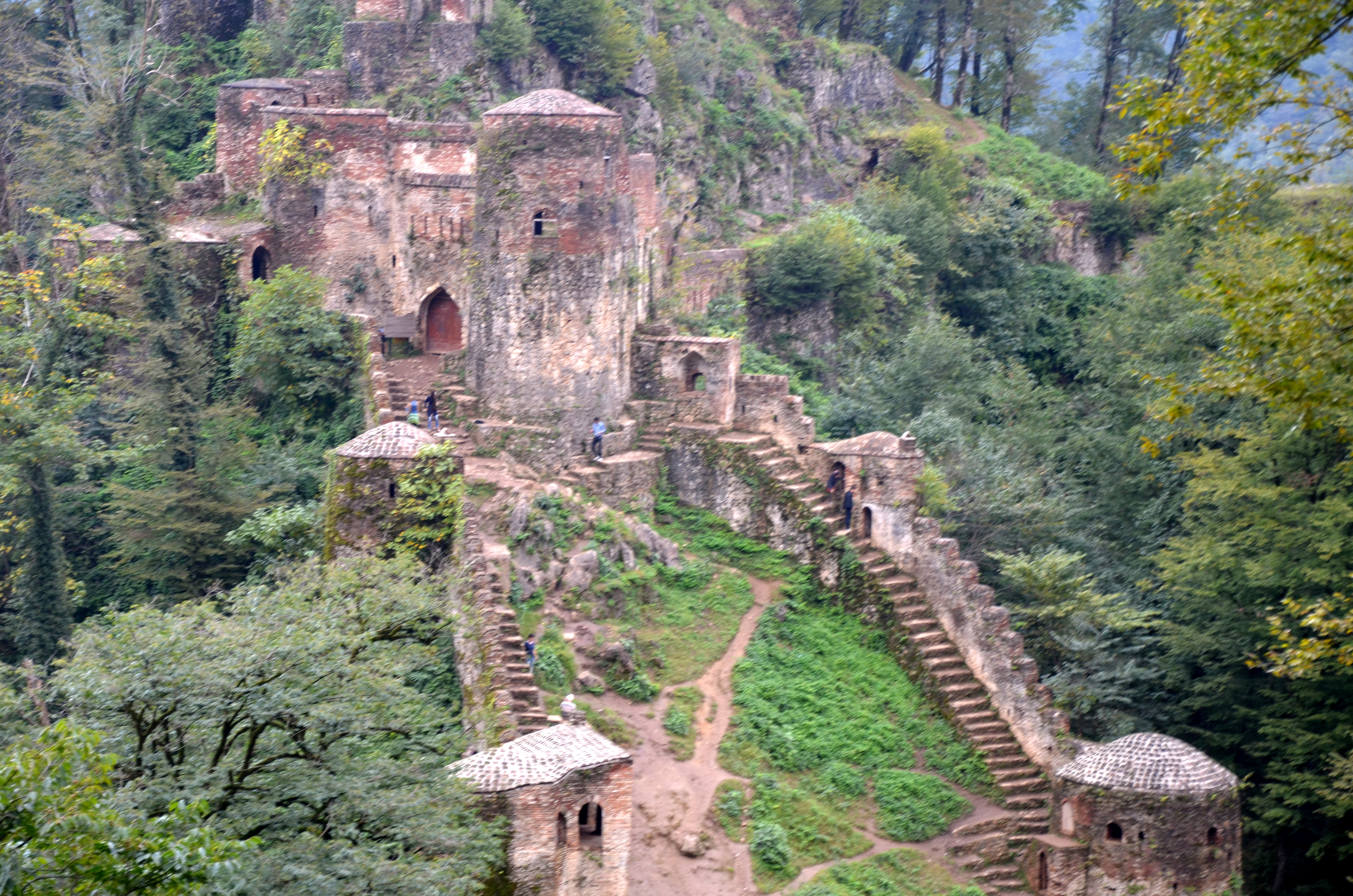
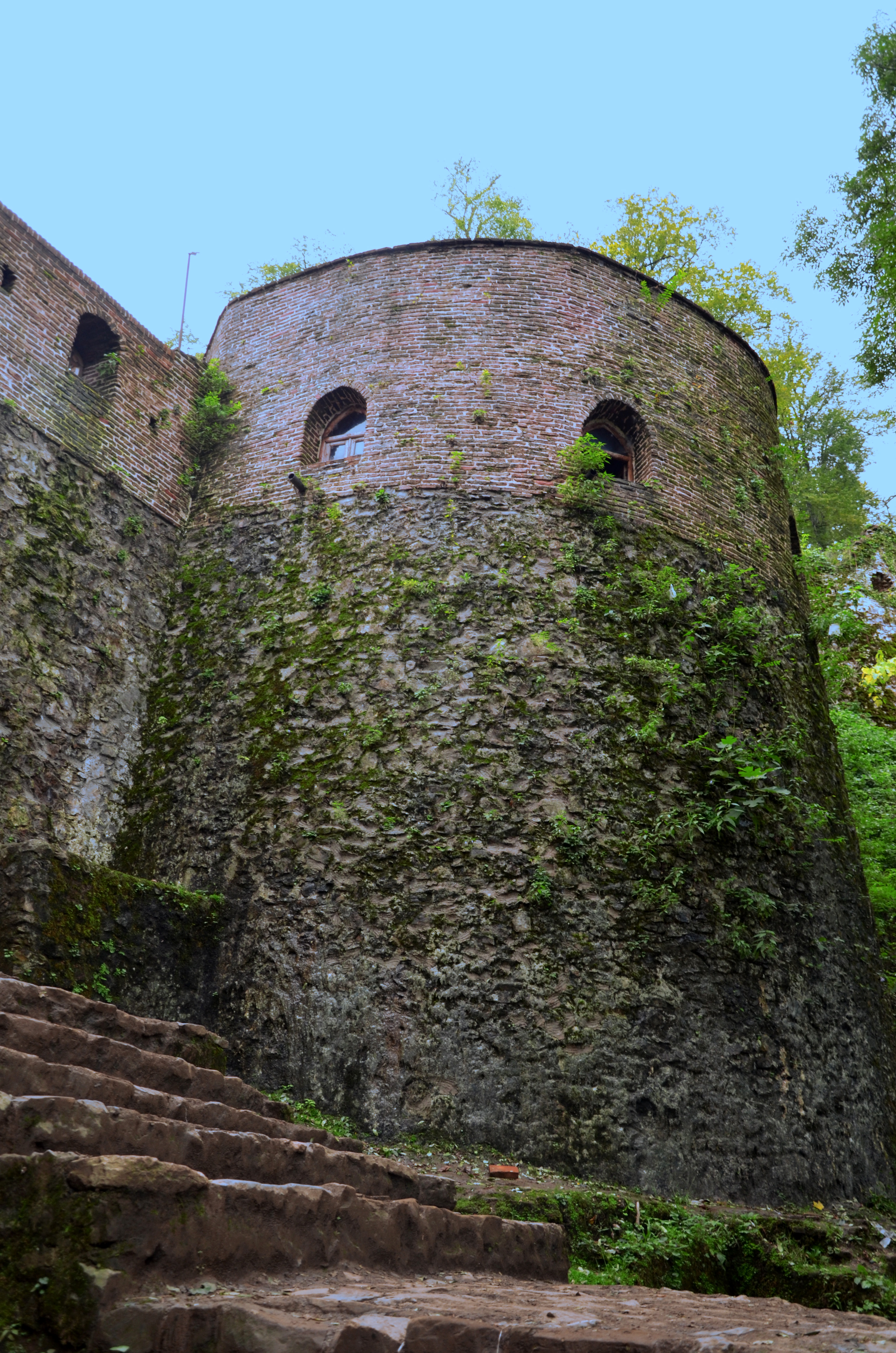
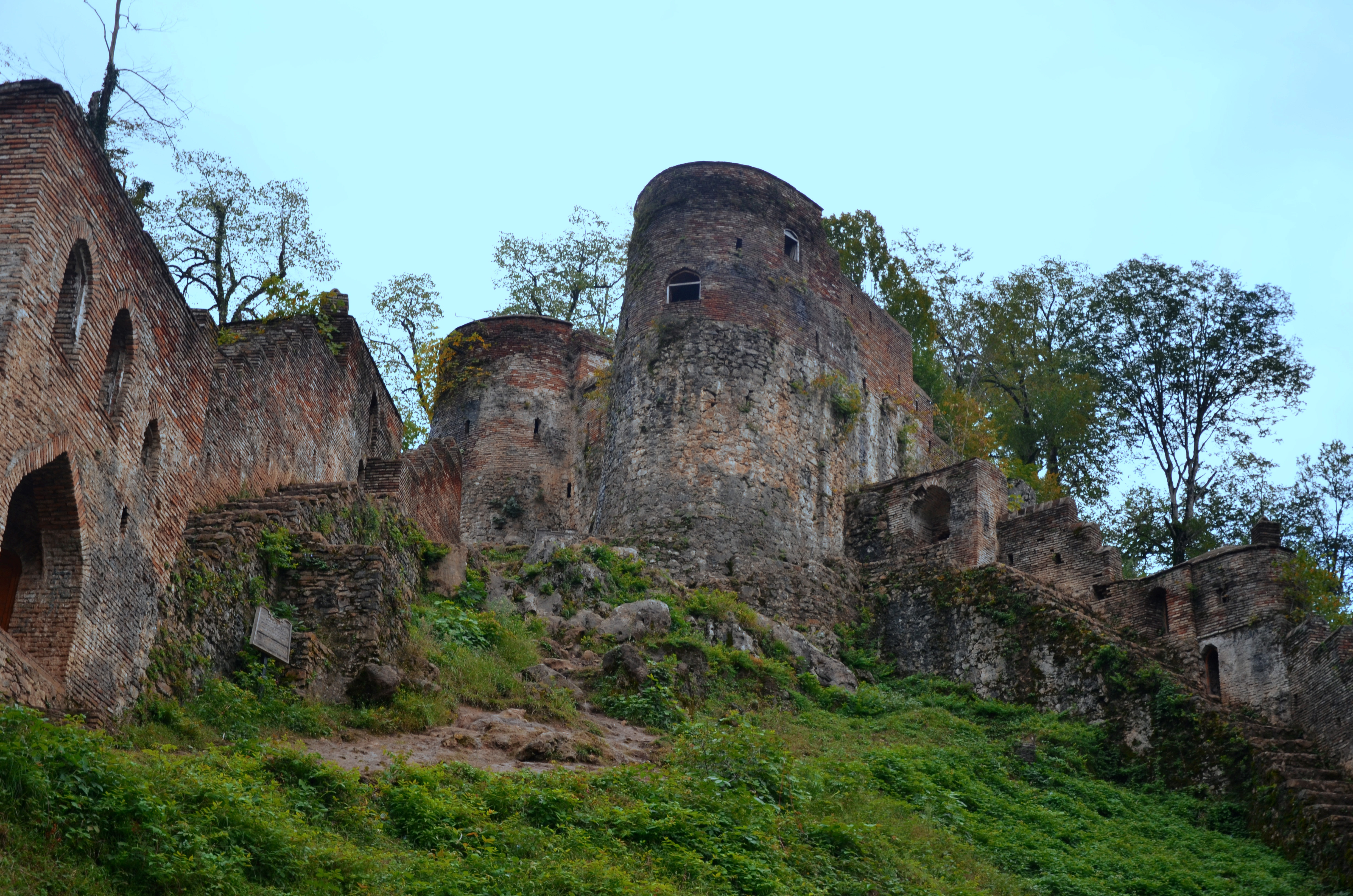